# 第50屆威尼斯影展
第50届威尼斯影展於1993年8月31日至9月11日舉辦。

## 評審團
以下人物構成1993年評審團：
- 彼得·威尔：導演。（評審團主席）
- 穆罕默德·卡馬拉（英语：Mohamed Camara (film director)）：導演、演員。
- 卡拉·歌拉薇娜（英语：Carla Gravina）：演員、政治家。
- 詹姆士·艾佛利：導演、監製、編劇。
- 陈凯歌：導演。
- 尼爾森·佩雷拉·多斯·桑托斯（英语：Nelson Pereira dos Santos）：導演。
- 阿卜杜拉·西德兰（英语：Abdulah Sidran）：詩人、編劇。
- 朱賽貝·托納多雷：導演。

## 官方單元

### 正式競賽
| 中文片名               | 原文片名                      | 導演                    | 製作國家                       |
| ---------------------- | ----------------------------- | ----------------------- | ------------------------------ |
| 《1，2，3，太阳》      | Un, deux, trois, soleil       | 貝特杭·布里葉           | 法國                           |
| 《悲哀于我》           | Hélas pour moi                | 尚盧·高達               | 法國                           |
| 《坏小子巴比》         | Bad Boy Bubby                 | 羅夫·迪·希爾            | 、 義大利                      |
| 《雜嘴子》             | 《雜嘴子》                    | 刘苗苗                  | 中国                           |
| 《在壁橱里谈话》       | Rozmowa z człowiekiem z szafy | 馬爾柳什·葛澤高澤克     | 波蘭                           |
| 《死亡游戏》           | Snake Eyes                    | 阿貝爾·費拉拉           | 義大利、 美国                  |
| 《藍調牛仔妹》         | Even Cowgirls Get the Blues   | 葛斯·范桑               | 美国                           |
| 《在这里》             | Aqui na Terra                 | 朱奧·伯特侯             | 葡萄牙、 英国                  |
| 《我不想说这个》       | De eso no se habla            | 玛丽娅·路易莎·宾格      | 阿根廷、 義大利                |
| 《帳篷，帳篷》         | Kosh ba kosh                  | 柏提·古杜納佐諾夫       | 、 俄羅斯、 瑞士、 德国、 日本 |
| 《续火》               | La prossima volta il fuoco    | 法比歐·卡爾皮           | 義大利、 法國、 瑞士           |
| 《驚世殺機》           | ¡Dispara!                     | 卡洛斯·索拉             | 西班牙、 義大利                |
| 《听不到的哭泣》       | L'ombre du doute              | 艾琳·伊塞爾曼           | 法國                           |
| 《銀色·性·男女》       | Short Cuts                    | 勞勃·阿特曼             | 美国                           |
| 《分裂的灵魂》         | Un'anima divisa in due        | 西維歐·索迪尼           | 義大利、 瑞士、 法國           |
| 《誘僧》               | 《誘僧》                      | 羅卓瑤                  | 香港                           |
| 《三色之蓝》           | Trois couleurs : Bleu         | 克日什托夫·基斯洛夫斯基 | 法國、 波蘭、 瑞士             |
| 《你在哪裡？我在這裡》 | Dove siete? Io sono qui       | 莉莉安娜·卡瓦尼         | 義大利                         |

### 非競賽片
- 马丁·斯科塞斯 《純真年代》
- 罗伯特·德尼罗 《布朗克斯的故事》
- 斯蒂芬·斯皮尔伯格 《侏羅紀公園》
- 埃曼諾·奧爾米（英语：Ermanno Olmi） 《老木的秘密（英语：The Secret of the Old Woods）》
- 伍迪·艾伦 《曼哈顿谋杀疑案》

## 平行單元

### 國際影評人周
以下電影被選定為「正式競賽」單元：
- 馬西莫·马尔泰拉 《整體》
- 安格涅絲·梅列（英语：Agnès Merlet） 《鲨鱼的儿子（英语：Son of the Shark）》
- 余為彥 《月光少年》
- 菲利浦·葛羅寧（英语：Philip Gröning）、烏維·傑森（英语：Uwe Janson）、戈德·克洛斯克、丹尼·賴維（英语：Dani Levy）、瑪莉絲·法伊弗 《新德國》
- 布莱恩·辛厄 《公眾通路（英语：Public Access）》
- 温森左·维德施 《Suppli》
- 拉希德·本哈吉 《Touchia》

## 獎項

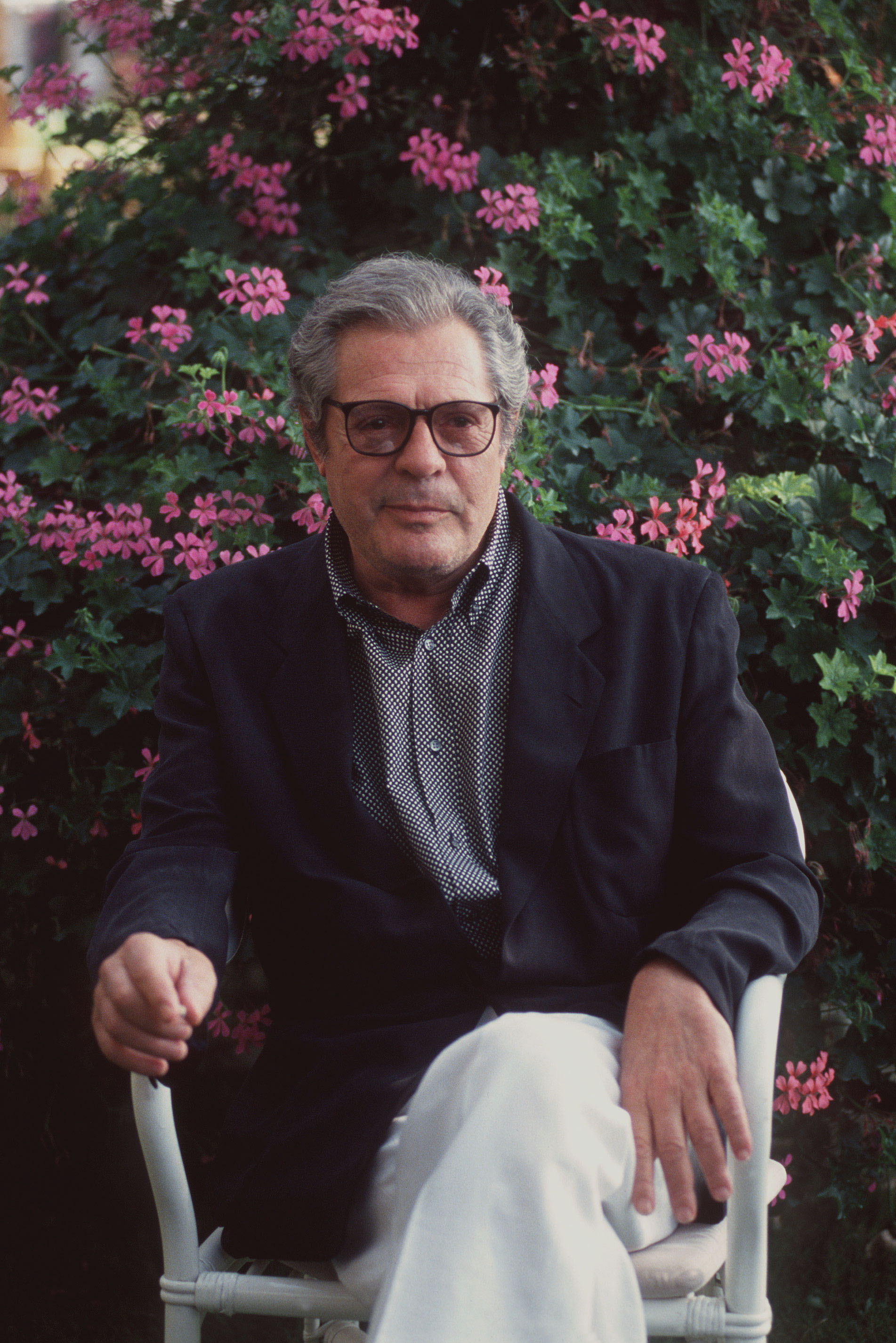
馬切洛·馬斯楚安尼贏得第50屆威尼斯影展沃爾庇杯最佳男配角獎

- 金獅獎
  - 勞勃·阿特曼 《銀色·性·男女》
  - 克日什托夫·基斯洛夫斯基 《三色之蓝》
- 銀獅獎:
  - 柏提·古杜納佐諾夫（英语：Bakhtyar Khudojnazarov） 《帳篷，帳篷（英语：Kosh ba kosh）》
- 評審團大獎：
  - 羅夫·迪·希爾（英语：Rolf de Heer） 《坏小子巴比（英语：Bad Boy Bubby）》
- 金奧塞拉獎：
  - 最佳攝影：斯拉沃米爾·埃迪扎克（英语：Slawomir Idziak） 《三色之蓝》
  - 最佳音樂：海布·哈立德 《1，2，3，太阳（英语：1, 2, 3, Sun）》
- 沃爾庇杯：
  - 最佳男演員：：費比奇歐·班提佛格里歐（英语：Fabrizio Bentivoglio） 《分裂的灵魂（英语：Un'anima divisa in due）》
  - 最佳女演員：茱麗葉·畢諾許 《三色之蓝》
  - 最佳男配角：馬切洛·馬斯楚安尼 《1，2，3，太阳（英语：1, 2, 3, Sun）》
  - 最佳女配角：安娜·博纳奥图 《你在哪裡？我在這裡》
  - 最佳整體演出：: 《銀色·性·男女》

### 會外獎項
- 費比西國際影評人獎：《銀色·性·男女》 - 勞勃·阿特曼

- 義大利參議員主席金獎：
  - 刘苗苗 《雜嘴子（英语：Chatterbox (1993 film)）》
- 職業金獅獎：
  - 克勞蒂亞·卡蒂納
  - 罗伯特·德尼罗
  - 羅曼·波蘭斯基
  - 斯蒂芬·斯皮尔伯格
- 彼德羅·比安奇獎：
  - 蘇素·卡羅榭奇·達米柯（英语：Suso Cecchi d'Amico）
- 艾爾薇拉·諾塔莉獎：
  - 马丁·斯科塞斯 《純真年代》
- 歐洲學院大獎：
  - 貝特杭·布里葉（英语：Bertrand Blier） 《1，2，3，太阳（英语：1, 2, 3, Sun）》

## 外部鏈接
- 官方网站
- IMDb1993年威尼斯影展獎項 （页面存档备份，存于）